# Pasta de almendra

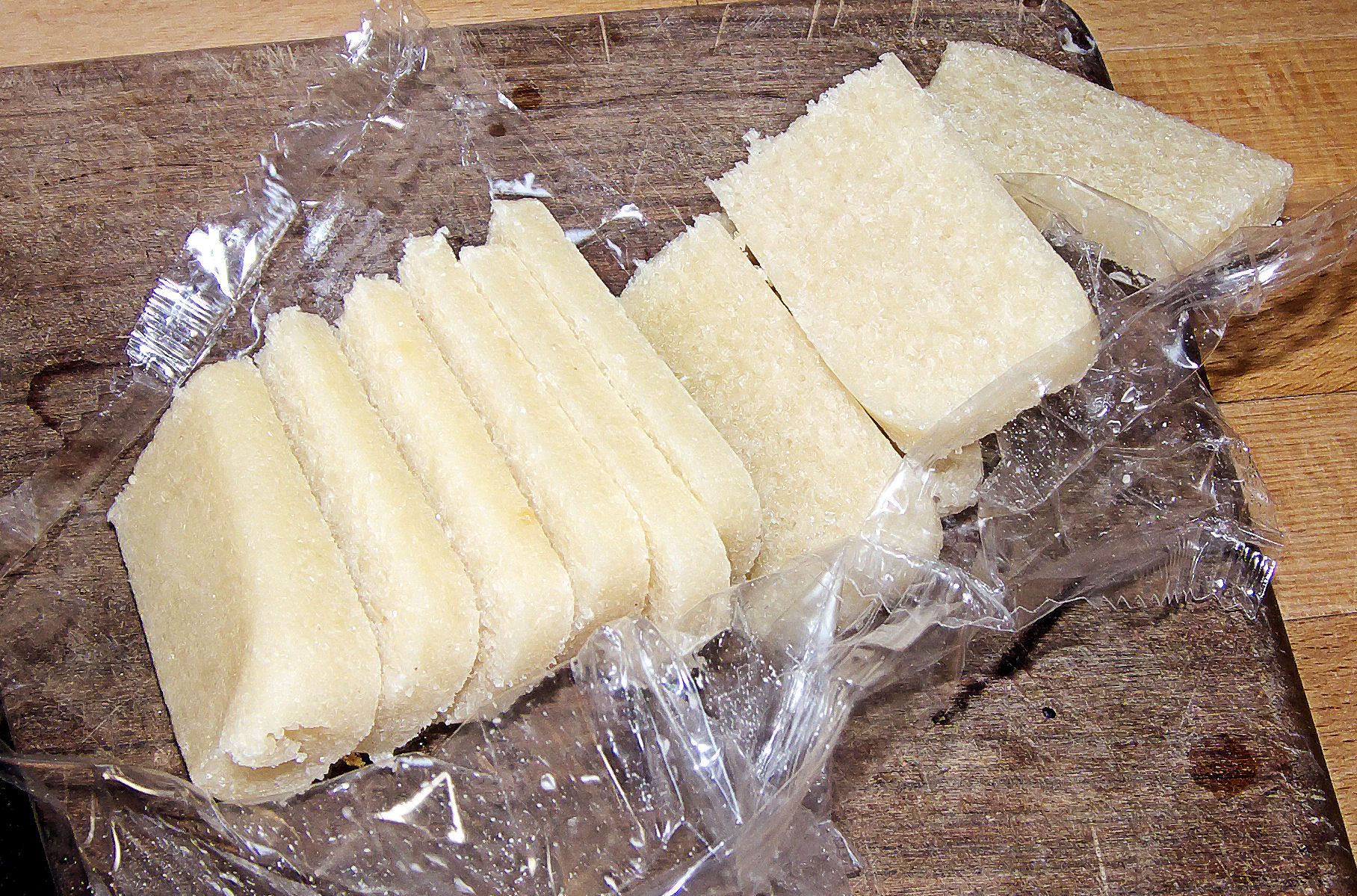
Pasta de almendra.

La pasta de almendra es un producto de pastelería hecho de almendra molida y azúcar glas, al cual se le agrega un emulsionante. No debe confundirse con el mazapán.
La pasta debe contener un 50% de almendra, pero algunos tipos industriales de pasta de almendra se fabrican con semilla de damasco (albaricoque) o durazno (melocotón), que están emparentados con la almendra, a los que se les agrega aceite de almendra para darle su sabor característico.